# Opp
Opp is een plaats (city) in de Amerikaanse staat Alabama, en valt bestuurlijk gezien onder Covington County.

## Demografie
Bij de volkstelling in 2000 werd het aantal inwoners vastgesteld op 6607.
In 2006 is het aantal inwoners door het United States Census Bureau geschat op 6718, een stijging van 111 (1,7%).

## Geografie
Volgens het United States Census Bureau beslaat de plaats een oppervlakte van
46,6 km², waarvan 44,4 km² land en 2,2 km² water.

## Geboren
- Lew Childre (1901-1961), countrymusicus en onemanshowhost

## Plaatsen in de nabije omgeving
De onderstaande figuur toont de plaatsen in een straal van 24 km rond Opp.